# كينيث روس
كينيث روس (بالإنجليزية: Kenneth Ross) هو كاتب سيناريو أمريكي، ولد في 4 يونيو 1941.

## وصلات خارجية
- كينيث روس على موقع IMDb (الإنجليزية)
- كينيث روس على موقع ألو سيني (الفرنسية)
- كينيث روس على موقع أول موفي (الإنجليزية)
- كينيث روس على موقع قاعدة بيانات الأفلام السويدية (السويدية)
- كينيث روس على موقع قاعدة بيانات الفيلم (الإنجليزية)
- كينيث روس على موقع كينوبويسك (الروسية)